# Kamil Al-Aswad
Kamil Al-Aswad (en árabe: كميل الأسود‎; Manama, Baréin, 8 de abril de 1994) es un futbolista de Baréin que juega en la posición de centrocampista. Desde 2013 juega con el Riffa SC de la Liga Premier de Baréin.

## Carrera

### Club
| Periodo | Club     |
| ------- | -------- |
| 2013-   | Riffa SC |

### Selección nacional
Con Baréin U23 ganó el Campeonato GCC de 2013. Debutó con Baréin en 2015 y anotó su primer gol con la selección nacional el 23 de marzo de 2017 en el empate 1-1 ante Tayikistán en un partido amistoso en Isa Town. 

## Logros

### Club
- Bahraini Premier League: 2013–14, 2018–19, 2020–21
- Bahraini King's Cup: 2018–19, 2020–21
- Bahraini FA Cup: 2013–14

### Selección nacional
- GCC U-23 Championship: 2013
- WAFF Championship: 2019
- Arabian Gulf Cup: 2019

### Individual
- Goleador de la Bahraini Premier League: 2019–20